# ضجيج الجبل (رواية)
ضجيج الجبل (باليابانية: 山の音) الترجمة الحرفية للرواية من اليابانية (صوت الجبل) كتبها ياسوناري كواباتا الحائز على جائزة نوبل  للأدب سنة 1968، نشرت سنة 1954، وترجمها للعربية صبحي حديدي.صدرت الترجمة عن دار التنوير سنة 1983وتقع الرواية في 243 صفحة .

## عن الرواية
الرواية تعكس روح ياسوناري كاواباتا في الأدب الياباني الحديث. فهي قصيدة مديح لكل ما هو إنساني في الكون، ولأي جانب ينتهي في محصلته الأخيرة إلى رصيد الإنسان وقوته واستمراره.

## أحداث الرواية
تدور أحداث رواية ضجيج الجبل في طوكيو حول شوهي أوغاكي، رجل مسنّ يعيش في ظل تحولات اجتماعية ونفسية عميقة داخل أسرته ومع نفسه؛ إذ يراقب التصدّع التدريجي في العلاقات الأسرية، خاصة بين ابنه وزوجته، التي يرتبط بها وجدانيًا في ظل تلاشي الحب بينهما. ومن خلال حياته اليومية وتأملاته، تتناول الرواية موضوعات الشيخوخة، العزلة، فقدان الروابط العائلية، والتحولات في القيم اليابانية التقليدية، مستخدمةً رمزية الطبيعة، خصوصًا صوت الجبل، للتعبير عن الانفعالات الداخلية للشخصيات، بأسلوب شاعري وتأملي يُميز كتابات كواباتا.

## شخصيات الرواية
- شوهي أوغاكي: رجل مسنّ، محور الرواية، يعيش في طوكيو ويعاني من الوحدة والقلق على تفكك أسرته. يتميز بالحساسية والتأمل العميق في الحياة.
- فوكوكو: زوجة شوهي، تمثل التقاليد اليابانية، لكنها بعيدة عاطفيًا عنه، ما يبرز الفجوة بينهما.
- شينيتشي: ابن شوهي، يعاني من فتور في علاقته بزوجته، ويجسد الجيل الجديد الذي يبتعد عن القيم الأسرية.
- كيكو: زوجة شينيتشي، شخصية رقيقة ومعقدة، ينجذب إليها شوهي وجدانيًا، وتُظهر صراعها الداخلي بين الواجب والمشاعر.
- إيكو: ابنة شوهي، مطلقة، تعيش حياة مستقلة، وتُعبّر عن التغيرات في دور المرأة اليابانية.
- زملاء شينيتشي في العمل، وأصدقاء الأسرة، يظهرون بشكل عابر لكنهم يساهمون في رسم الخلفية الاجتماعية للرواية.

## أسلوب الرواية
تتميّز رواية ضجيج الجبل بأسلوب سردي تأملي وشاعري يجمع بين بساطة التعبير وعمق المعاني، حيث يعتمد ياسوناري كواباتا على التفاصيل اليومية والرمزية الطبيعية، خاصة صوت الجبل، للتعبير عن الانفعالات الداخلية للشخصيات. يبرز الأسلوب من خلال استخدامه للغة هادئة ومكثّفة، مع ميل إلى الحوارات المقتضبة واللحظات الصامتة، ما يعكس الشعور بالعزلة والتأمل. ويُظهر الكاتب براعة في تصوير التغيرات النفسية والوجدانية من خلال مشاهد حياتية بسيطة، بأسلوب أقرب إلى التصوير السينمائي الذي يركّز على الحركات والإيماءات أكثر من الأحداث الكبرى، مما يمنح الرواية طابعًا وجوديًا وإنسانيًا عميقًا يتماشى مع روح الأدب الياباني التقليدي.

## من الرواية إلى فيلم سينمائي
تحولت رواية ضجيج الجبل  للكاتب الياباني ياسوناري كواباتا إلى فيلم سينمائي يحمل نفس الاسم عام 1954، من إخراج ميكي ناروسي، أحد أبرز مخرجي السينما اليابانية الكلاسيكية. يجسّد الفيلم بأسلوب بصري شاعري الأجواء التأملية والانفعالات النفسية التي تميز الرواية، محافظًا على طابعها الهادئ والرمزي، حيث يركز على شخصية شوهي أوغاكي وعلاقته المعقدة بأفراد أسرته، خاصة زوجة ابنه. وقد ساهم الفيلم في ترسيخ مكانة الرواية كأحد الأعمال الأدبية التي نجحت في الانتقال إلى الشاشة دون فقدان عمقها الإنساني والفلسفي